# Camiños Chans
Camiños Chans ist ein Dorf der Parroquia Brens in der Provinz A Coruña der Autonomen Gemeinschaft Galicien in Spanien. Es liegt am verlängerten Jakobsweg, dem Camino a Fisterra, und ist administrativ vom Municipio Cee abhängig.